# 至高梵
至高梵（羅馬化：parabrahman）在印度教教義中是超越了所有的描述和概念的終極實在，被形容为无形的、永恒地凌驾、遍及一切事物、遍在宇宙一切地方的本原。
至高梵的概念化方式多种多样。在吠檀多不二論传统中是无德梵（羅馬化：nirguṇa brahman）的同义词，即无属性的绝对。相反，在吠檀多二元论和吠檀多勝二元論传统中，至高梵被定义为有德梵，即有属性的绝对。在毗湿奴派、濕婆教和沙克達教中，至高梵分别为：毗湿奴、湿婆和夏克提。群主派认为摩诃群主为至高梵。室建陀派认为迦絺吉夜为至高梵。

## 词源
Para 是一个梵文词，在某些情况下表示“更高”，在其他情况下表示“至高无上”。
印度教中的梵（Brahman）意味着绝对，宇宙中的终极实在。在印度教哲学的主要流派中，它是所有存在的物质的、能力的、形式的最终原因。梵是吠陀经中的一个关键概念，在早期的奥义书和吠檀多不二论文献中得到了广泛的论述。

## 吠檀多不二论
在吠檀多不二论中，至高梵被定义为无德梵或无形无属性梵。这是一种完全认识自我的状态，与超验梵相同，是一种心智精神的启蒙状态（智瑜伽）。它与有德梵形成鲜明对比，后者是一种爱的意识态（奉爱瑜伽）。吠檀多不二元论认为梵是神圣的，神圣的就是梵，等同于我、无德（无性）、无限、爱、真实、知识、"存在-智慧-喜乐"。
根据艾略特·多伊奇的说法，无德梵是一种“存在状态”，在这种状态下，自我灵魂和梵之间的所有二元区别都被消除。而有德梵是在灵魂和梵之间的二元性被接受后，两者之间的区别得以调和。
不二论描述了非共生的体验，其中，主观体验也成为知识的“对象”和现象真实。绝对真实既是主体又是客体，因此没有质的区别：
- "了解绝对真实的超验主义者称之为不二实体梵、至高我（英语：Paramatman）或薄伽梵。"（薄伽梵往世书 1.2.11）[15][note 1]
- "领悟至高梵者到达极乐。至高梵是真实（satyam）、智慧（jnanam）、无极（anantam）。"（鹧鸪氏奥义书 2.1.1）[note 2]

《奥义书》说，至高梵是永恒的、知觉的、极乐的存在-意識-法喜。这个真理的实现与成为这个真实存在是一样的：
- "得此乐者，则为至乐者也，此乃幸福之源，永恒至乐。"（鹧鸪氏奥义书 2.7.1-2）[note 3]
- "与大梵处于合一的状态，是至高无上的幸福。"（广林奥义书 2.9.28）

## 毗湿奴派
在毗湿奴派中，毗湿奴被认为是至高梵（摩诃毗湿奴）。毗湿奴的宇宙相被认为是至高无上的。

## 湿婆派
在濕婆教中，湿婆是至高梵（至高湿婆，湿婆的至高形态）。根据神话，至高湿婆是所有灵魂和神灵的单一体现。祂也被称作太初原人或摩诃提婆。

### 克什米尔湿婆派
在克什米尔湿婆派中，自在陪臚是湿婆的至高形态为至高梵。克什米尔湿婆派认为第四种意识状态Turiya为梵的状态。它既不是清醒或做梦，也不是深度睡眠，它存在于这三种状态中的任意两种之间。而超越Turiya第五种意识状态被称为Turiyatita，代表着至高梵。Turiyatita也被称为空，是解脫状态。

## 性力派
在沙克達教中，原初至高夏克提女神，被认为是至高梵，并且梵在祂的能量状态中。根据《Devī sūktam》和《Śrī Sūkta》祂是众生的子宫。因此，摩诃迦梨作为别称，意思是“祂的本质是梵”。遊樂母是祂的至高形态，永恒居所为摩尼岛.

## 佛教
佛教否定梵的存在性，並且把婆羅門教關於梵的見解列為五見之一。有宗教學家認為由於當時梵我合一的思想在婆羅門教當中尚未普及化，而婆羅門階層被視為小梵的體現，因此佛教主要反對婆羅門教對於梵天神的信仰和對於種姓制度的信念，直到印度教出現後，才把佛教所否定存在的梵稱為「下梵」。
佛教興起之初, 「上梵」這個概念尚未出現，不少佛教論師針對的是「大梵」此一概念，並且把大梵天王當作大梵的象徵以便利用擬人化的手法來作出更加深入人心的批評，例如《發智論》這樣記載： 「如大梵天，作如是說: 『我是梵，是大梵，得自在；我於世間，能造化，能出生，是彼父。』如梵眾天，作如是說: 『此是梵，是大梵，得自在；此於世間，能造化，能出生，是我等父。』」
按照這種描述方式，佛教承認大梵存在，但認為大梵其實是各個世間的梵王在誕生時因無明而產生的不實概念，並不是實有的，因此所謂大梵的境界亦非常住不變的，但不明其故的眾生常以為大梵即為終極的本根，此乃錯誤的見解。在佛教教義中, 大梵天被列作五現湼槃之一，並非真正的湼槃。
根據馬丁·威爾特希爾（英文: Martin Wiltshire）的說法，佛教可能試圖強調古時吠陀教的奧義書中終極實在的概念，同時通過把大梵表述為大梵天王這位尚在輪迴中的天眾此一方式，佛教貶低了 梵 這個概念的重要性以呈現自身教義的獨特性，即無常、無我、空、苦。

## 锡克教
在锡克教中被称为"Nirguna"（无德、无属性），它被锡克教作为至高现实。也被称为 "Akaal purakh" (永恒存在) 出自于曼怛羅"华希古鲁"。
锡克教经典及末任古鲁，古鲁·格兰特·萨希卜提到 nirguna 时用了各种形容词和名词，例如：Nirankar、Niranjan、Bhagat Vachhal、Kirpa、Dayal、Deen Dayal、Madho、Raam、Hari、Rahim、Karim、Rehman、Parvardigar、Sahib、Malik等。